# Parornix petiolella
Parornix petiolella is een vlinder uit de familie mineermotten (Gracillariidae). De wetenschappelijke naam werd voor het eerst geldig gepubliceerd in 1863 door Heinrich Frey.
De soort komt voor in Europa.